# F1 Manager
F1 Manager — спортивная компьютерная игра, разработанная британской компанией Intelligent Games и изданная EA Sports эксклюзивно для Windows. Это была последняя официально лицензированная игра-симулятор гоночного менеджмента Формулы-1 до выхода F1 Manager 2022 от Frontier Developments.
Действие игры происходит начиная с чемпионата мира Формулы-1 1999 года. Игрок берёт на себя роль директора команды конструктора Формулы-1, управляющего и ведущего переговоры по различным аспектам деятельности команды. Критические отзывы об игре были неоднозначными.

## Игровой процесс
Игрок берёт на себя управление командой Формулы-1 на чемпионате мира 1999 года в течение десяти лет. У игрока есть возможность выбрать одну из одиннадцати команд, состоящих из двух гонщиков и одного тест-пилота. В помощь игроку в управлении командой есть также главный конструктор, технический директор и коммерческий директор. Они нанимаются по контракту и остаются в команде до конца сезона. Контракты заключаются в порядке поступления.
На протяжении всей игры деятельность игрока оценивается председателем совета директоров, который ставит перед ним задачи, например, выиграть чемпионат мира среди водителей и чемпионат мира среди конструкторов или занять определённое место в последнем чемпионате, которое он должен выполнить к концу сезона. Они могут нанимать вспомогательный персонал для оказания помощи в выполнении функций команды. Дизайнеры могут наниматься для конструирования компонентов для автомобилей, инженеры помогают в обслуживании и создании запасных частей, а коммерческие помощники работают со спонсорами, чтобы поддерживать их интерес к команде. Игроки могут участвовать или не участвовать в запланированных сессиях тестового дня для разработки автомобиля.
В игру включён экран новостей, позволяющий игроку читать о событиях, касающихся команд Формулы-1. Во время гоночного уик-энда игрок имеет возможность приказать гонщику, как вести машину во время Гран-при, и может изменить его стратегию пит-стопов. Им можно приказать увеличить общую скорость, попросить замедлиться или сохранить свою позицию. Водители также предоставляют игроку обратную связь о характеристиках своего автомобиля, которые могут быть изменены в соответствии с конкретной гоночной трассой, и могут сообщать игроку о механических проблемах.
Игрок также может наблюдать за гонкой на телевизионной платформе, которая позволяет ему выбрать желаемый угол обзора камеры и предоставляет ему такую информацию, как загрузка топлива и износ шин. Игрокам предоставляется возможность ускорить время, которое требуется для завершения сессии. Дождь в игре не предусмотрен.

## Разработка
F1 Manager была разработана британской компанией Intelligent Games и выпущена по всему миру на платформе Windows лицензиаром игры EA Sports в октябре 2000 года. Комментарии предоставляются комментатором ITV Джимом Розенталем на английском языке и Каем Эбелем на немецком.

## Восприятие
Jeuxvideo.com похвалил графику игры и критически отозвался о саундтреке, который, по мнению рецензента, не отличается оригинальностью: «Очень (слишком) полная игра, которая порадует поклонников жанра, но, скорее всего, быстро утомит неофита, тем более что уровень сложности не регулируется в зависимости от вашего мастерства в управлении». Пол Пресли из PC Zone считает, что самым проблематичным аспектом игры было то, что в ней нельзя было добиться успеха, и отметил, что гонки продолжаются некоторое время после того, как первый автомобиль завершил гонку. Однако он заключил, что F1 Manager была лучше в плане играбельности, чем Grand Prix Manager. Рецензент французского журнала Joystick посчитал, что планировка игры атеистична, что, по его мнению, сделает её более привлекательной для публики, чем Grand Prix Manager, и менее лестно отозвался о графических и звуковых ошибках. Натан Куинн из The Race написал, что игра «надолго убила гоночный поджанр управленческих игр».